# Ellen Tise
Ellen Tise (8 de novembre de 1947) és una bibliotecària sud-africana, presidenta de la Federació Internacional d'Associacions de Biblioteca i Institucions (IFLA) de 2009 a 2011, sota el lema "Biblioteques per l'accés al coneixement" (en anglès "Libraries Driving Access to Knowledge (A2K)"). El seu treball s'ha enfocat en les associacions bibliotecàries i en l'accés obert promogut des del sector bibliotecari.

## Trajectòria professional
Ellen Ramona Tise va ser la primera presidenta de l'Associació de Biblioteques i Informació de Sud-àfrica (LIASA), càrrec que va exercir durant els periodes 2000-2002 i 1998-2000. Va ser presidenta de la Federació Internacional d'Associacions de Bibliotecaris i Biblioteques (IFLA) durant el període 2009-2011. Des de gener de 2006 i fins a l'actualitat ocupa el càrrec de directora principal de la Biblioteca i Serveis d'Informació a la Universitat de Stellenbosch a Sud-àfrica. És presidenta del Comitè d'Accés a la Informació i a la Llibertat d'Expressió (FAIFE, IFLA) de 2019 a 2021, i membre honorari de LIASA, IFLA i la Junta Consultiva de Lubutu Library Partners.

## Premis i distincions
Entre les distincions que ha rebut per la seva tasca bibliotecària es troben: 
- Integrant honorària de la Federació Internacional d'Associacions Bibliotecàries i Biblioteques - IFLA - 2012
- Integrant honorària de l'Associació Sud-africana de Biblioteques i Informació - 2007

## Treballs publicats
- Tise, I. (2000). El rol dels libraries in soci-economic development and the need for information literacy. Meta-info bulletin, 9 (2), 55-61.

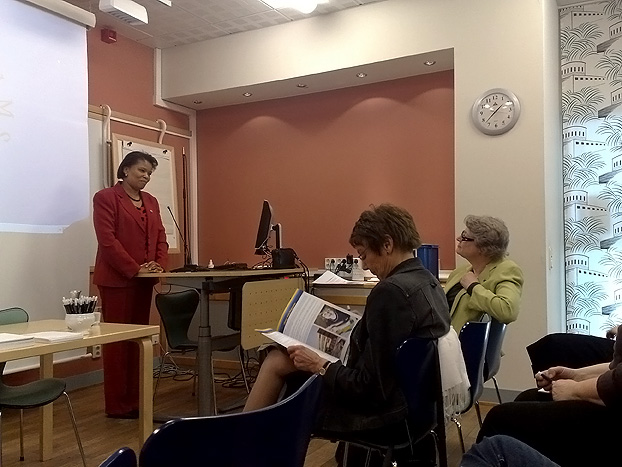
Ellen Tise a la Biblioteca Pública d'Estocolm (Suècia) 22 de març de 2010

- Ellen Tise a la Biblioteca Pública d'Estocolm (Suècia) 22 de març de 2010[9]  Tise, ER (2004). Strategies by liasa to develop library services and the profession in South Africa. Information development, 20 (1), 36-42.
- Tise, I. (2004). Information literacy: a challenge for National and University libraries- "a contract for people 's development". In 6th Standing Conference of African National and University Libraries.
- Tise, ER, Raju, R., & Masango, C. (2008). Libraries Driving Access to Knowledge: a discussion paper. IFLA Journal, 34 (4), 341-346. {{format ref}} https://doi.org/10.1177/0340035208099268
- Tise, I. (2009). Access to knowledge through libraries: information services and information literacy today. Library and Information Services Stellenbosch University, South Africa; IFLA President-elect 2007.
- Tise, ER (2010). Stellenbosch takes open access lead.
- Tise, ER (2010). International perspective on Open Access.
- Tise, ER (2010). The President 's Page: Isolation and information famine stifling Àfrica' s growth. IFLA journal, 36 (1), 5-6.
- Tise, ER (2011). Strengthening African higher education through the dissemination of research content: the role of the library.
- Tise, ER (2011). IFLA imperatives: expounding access to information. IFLA Journal, 37 (2), 158-161.
- Tise, ER (2011). Libraries are Critical Institutions for Growth and Development. 國家圖書館館刊, (100年1), 1-14.
- Tise, I., & Raju, R. (2011). 1.1 Let 's Peal the Onion Together: Exploration of the Outer Limits of International Librarianship: Volume 1. An international perspective. En Libraries in the early 21st century, volume 1. {{format ref}} https://doi.org/10.1515/9783110270631.7
- Tise, ER (2012). "Libraries Driving Access to Knowledge (A2K)". In Libraries Driving Access to Knowledge. Berlin, Boston: De Gruyter Saur. doi: {{format ref}} https://doi.org/10.1515/9783110263121.17
- Tise, ER, & Raju, R. (2013). Open Access: a new dawn for knowledge management.
- Tise, ER (2015). Introduction to Library Trends 64 (1) Summer 2015: Library and Information Services in Africa in the Twenty-First Century.
- Tise, ER, & Raju, R. (2015). African Librarianship: A Relic, a Fallacy, or and Imperative ?. library trends, 64 (1), 3-18.
- Tise, I., & Adam, A. (2015). Chapter One From Research Support to Research Partners. The quest for deeper meaning of research support, 1.
- Boshoff, N., Basaza-Ejiri, HAD, & Tise, ER (2018). Internationally linked authors in Uganda, East Africa: An example of Autor-level bibliomètrics for a developing country.
- Tise, I., & Truran, G. (2019). Unbuckling the subscription model: a South African perspective.

## Entrevistes
- NEWSMAKER: ELLEN TISE. (2010). American Libraries, 41 (10), 31-31. Retrieved May 2, 2020, from {{format ref}} http://www.jstor.org/stable/25734687 2020.04.28 https://www-jstor-org.proxy.timbo.org.uy/stable/25734687?seq=1 #metadata_info_tab_contents
- Fernández, CMJ, & García, RC (2010). Ellen Tise: Presidenta de l'IFLA. La meva biblioteca: La revista d'el món bibliotecari, (21), 26-28. https://dialnet.unirioja.es/servlet/articulo?codigo=3188415
- Igwe, UO (2013). Open Educational Resources and Driving Access to Knowledge: Action for Libraries in Nigèria